# Éric Morvan
Pour les articles homonymes, voir Morvan (homonymie).
Éric Morvan, né le 15 mars 1957 à Nevers (Nièvre), est un haut fonctionnaire français. Préfet, il est directeur général de la Police nationale du 28 août 2017 au 3 février 2020, après avoir été préfet des Pyrénées-Atlantiques (2016-2017).

## Biographie

### Formation
Éric Morvan est étudiant en sciences économiques à l'université de Rennes et obtient en 1977 sa licence de sciences économiques.
En 1978, il intègre l'Institut régional d'administration de Nantes au titre du concours externe de recrutement. Il est également titulaire du diplôme d'administration publique, titre équivalent de la maîtrise en droit, option droit public.
En 1979, il termine sa scolarité au sein de cet institut de formation de cadres « A » de la fonction publique.

### Carrière dans la fonction publique
Après avoir effectué ses obligations militaires, il devient, en janvier 1980, attaché de préfecture. En 1988, il est promu attaché principal au titre de l'examen professionnel qu'il passe avec succès.
En juillet 1994, il est directeur des services du cabinet du préfet de l'Ariège.
En janvier 1995, il accède au grade de directeur de préfecture et est maintenu dans ses fonctions.
En mai 1996, il est promu sous-préfet, directeur de cabinet du préfet de la Sarthe.
En mai 1998, il quitte la Sarthe pour assumer la fonction de sous-préfet de Corte.
En octobre 2000, il est affecté dans les services centraux du ministère de l'intérieur ; il devient alors chef du bureau de l’organisation territoriale de l’État.
En juillet 2002, il change d'affectation en centrale et est alors chef du bureau de la gestion du corps préfectoral et des administrateurs civils.
En février 2005, il intègre la préfecture de police de Paris et est alors sous-directeur des personnels à la direction des ressources humaines au sein de cette structure particulière qu'est la préfecture de police, premier service de police en Europe avec un effectif de 36 000 personnes, à cette époque.
En janvier 2008, il quitte cette institution fondée par Napoléon Bonaparte en 1800 et assure ensuite les fonctions de sous-préfet de Bayonne.
En avril 2010, il revient à Paris et réintègre la préfecture de police en tant que directeur des finances, de la commande publique et de la performance.
En juillet 2012, il prend ensuite les fonctions de préfet, secrétaire général pour l'administration, toujours au sein de la préfecture de police.
En avril 2014, il rejoint le cabinet de Bernard Cazeneuve, ministre de l'Intérieur, où il devient directeur adjoint de son cabinet. Il doit notamment gérer les attentats de janvier et de novembre 2015, ainsi que l'attentat de Nice le 14 juillet 2016.
En septembre 2016, il est nommé préfet des Pyrénées-Atlantiques.

### Directeur général de la Police nationale
Le 2 août 2017, il est nommé directeur général de la Police nationale en Conseil des ministres., en remplacement de Jean-Marc Falcone. Sa  prise effective de fonctions a lieu le 28 du même mois ,. Sous sa direction, la Police doit notamment faire face aux manifestations du mouvement des Gilets jaunes, durant lesquelles les manifestants comme les policiers sont accusés de violence les uns envers les autres.
En janvier 2020, il fait part au ministre de l'Intérieur de son intention de faire valoir ses droits à la retraite,. Il en informe son administration dans son message pour la nouvelle année. Le décret portant cessation de ses fonctions est pris lors du conseil des ministres du 29 janvier 2020 et publié  au Journal officiel du lendemain. Frédéric Veaux, préfet des Landes, est désigné pour lui succéder à partir du 3 février 2020 .
Affecté ensuite auprès du secrétaire général du ministère de l'Intérieur, il est, par décret du 15 juin 2020 publié au Journal officiel deux jours plus tard,  admis à faire valoir ses droits à la retraite à compter du premier  septembre 2020.

## Récompenses et distinctions

### Décorations
- Chevalier de la Légion d'honneur (2011[11])
- Officier de l'ordre national du Mérite (2017[12])
  -  Chevalier de l'ordre national du Mérite (2003[13])
- Médaille d'honneur de la Police nationale
- Médaille d'honneur de l'administration pénitentiaire, or (2018)
- Médaille d'honneur régionale, départementale et communale, or (2013[14])